# Savulei
Savulei ist ein Ort und eine administrative Einheit (Distrikt) des unabhängigen Inselstaates der Salomonen im südwestlichen Pazifischen Ozean.

## Geographie
Savulei bildet zusammen mit Tangarare und Wanderer Bay den Verwaltungsbezirk West Guadalcanal im äußersten Westen der Insel Guadalcanal und ist der westlichste Distrikt der Insel. Im Osten grenzt er an den Distrikt Saghalu.
Der Distrikt ist spärlich besiedelt. Die Orte konzentrieren sich auf die Küste und liegen meist in den Buchten der Insel. Die bedeutendsten Orte sind Mangakiki im Nordwesten, sowie Nuhu und Sumate im Süden des Distrikts. Bis Nuhu geht die Küstenstraße, die von Norden her den Distrikt erschließt.
Im Distrikt verlaufen zahlreiche Flüsse, unter anderem Hoilava River, Njarupehe River, Ko Mamkulu River und Kunjuku River. Im Südosten erhebt sich der Cone Peak (Vungasilo, 636 m).

## Klima
Das Klima ist tropisch, die durchschnittliche Tagestemperatur liegt bei gleichbleibend 28 Grad Celsius, die Wassertemperaturen bei 26 bis 29 Grad. Feuchtere Perioden sind vorwiegend zwischen November und April, diese sind aber nicht sehr ausgeprägt. Die durchschnittliche Niederschlagsmenge pro Jahr liegt bei 3000 mm.